# Distretto di Mueang Chiang Rai
Il distretto di Mueang Chiang Rai (in thailandese: เมืองเชียงราย) è un distretto (amphoe) della Thailandia, situato nella provincia di Chiang Rai.